# Windbeutel

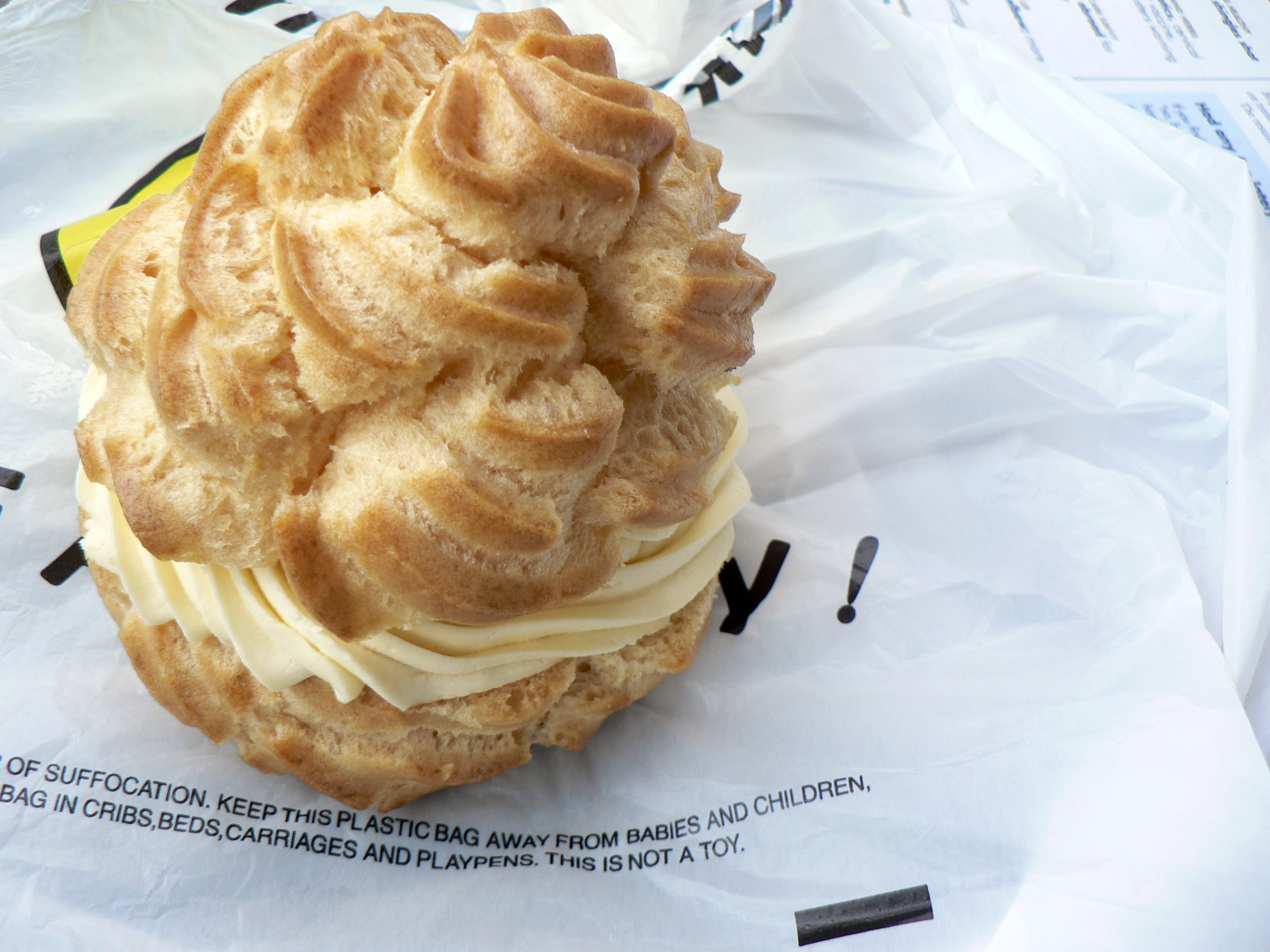
Windbeutel

Windbeutel – auch schweizerdeutsch Ofenküchlein, österreichisch Brandteigkrapfen genannt – sind aus Brandteig hergestellte hohle Gebäckstücke, meist faustgroß und gefüllt mit Schlagsahne oder Vanillecreme, eventuell zusätzlich mit Früchten wie Sauerkirschen. Die aus ungesüßtem Brandteig gebackenen Windbeutel können neben süßen auch pikante Füllungen tragen, für die sich z. B. Quark, Frischkäse oder Avocado-Püree als Grundlage eignen.
Zur Zubereitung werden kleine Portionen der Brandmasse mit einem Spritzbeutel oder einem Löffel in größerem Abstand auf ein Backblech gesetzt. Nach dem Backen werden die Windbeutel noch heiß seitlich aufgeschnitten und dann nach dem Abkühlen gefüllt.

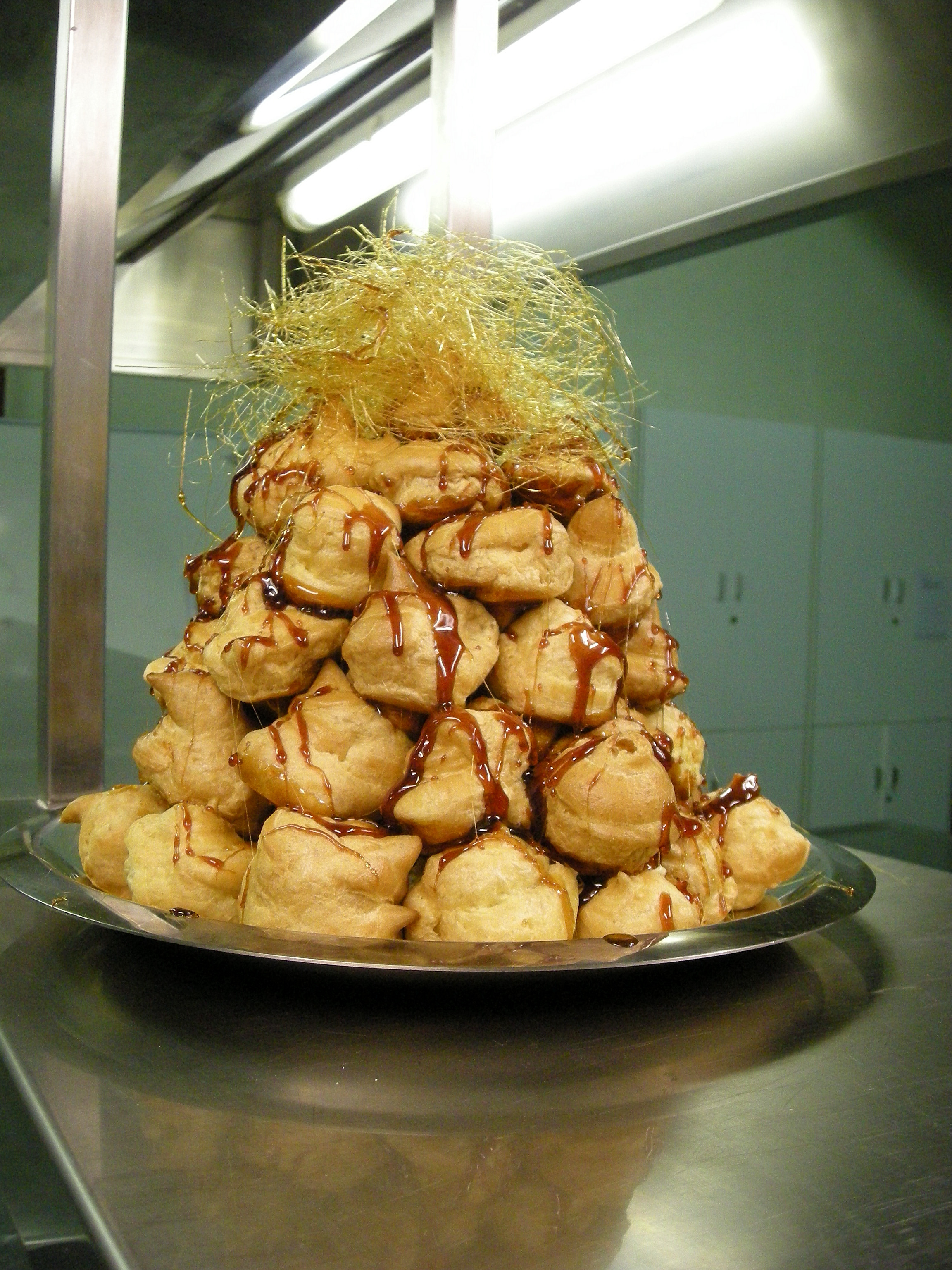
Profiteroles mit Karamellsoße

Profiteroles (französisch für „kleiner Gewinn, kleines Geschenk“) sind kleine Windbeutel aus zuckerloser Brandmasse. Als klassisches Dessert der deutschen, italienischen und französischen Küche werden sie zumeist – wie Eclairs – mit Schlagsahne, Vanille- oder Mokkacreme gefüllt, oder mit Vanilleeis, und oft mit dicker, dunkler Schokoladensauce überzogen serviert. Eine aus kleinen Windbeuteln zusammengesetzte Torte ist die Croquembouche.

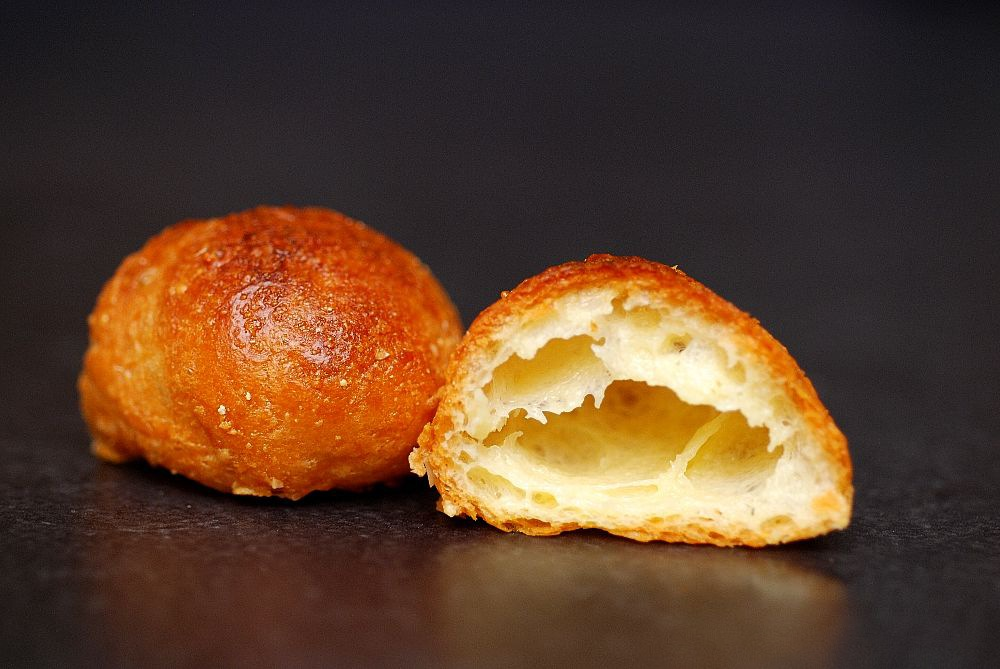
Gougères

Kleine Windbeutel mit einer Füllung aus Käsecreme oder würzigem Püree, eventuell mit Wild, dienen zuweilen auch als Einlage für klare Suppen oder als Snack.
Kleine Windbeutel ohne Füllung sind die Gougères, eine Spezialität aus dem Burgund, für die der Brandteig mit geriebenem Käse angereichert wird, vorzugsweise Hartkäse wie Comté, Gruyère oder Greyerzer.